# Broderick Thompson
Broderick Thompson (* 19. April 1994 in Whistler, British Columbia) ist ein kanadischer Skirennläufer. Er ist auf die Disziplinen Abfahrt und Super-G spezialisiert. Seine ältere Schwester Marielle Thompson ist eine erfolgreiche Skicrosserin.

## Biografie
Thompson nahm ab Dezember 2009 im Alter von 15 Jahren an FIS-Rennen teil, wobei er zunächst in allen Disziplinen an den Start ging. Ein Jahr später hatte er sein Debüt im Nor-Am Cup. 2011 und 2012 gewann er insgesamt drei FIS-Rennen, alle in der Disziplin Slalom. Allmählich zeigte sich aber, dass seine Stärken in den schnellen Disziplinen liegen. Nachdem er sich in der Saison 2013/14 im Nor-Am Cup etablieren konnte, folgte am 29. November 2014 der erste Einsatz im Weltcup: In der Abfahrt von Lake Louise kam er jedoch nicht ins Ziel. Zweieinhalb Wochen später stand er am 14. Dezember erstmals auf dem Podest eines Nor-Am-Rennens, dem Super-G von Panorama. Der erste Nor-Am-Sieg gelang ihm am 19. Februar 2015 in Nakiska, womit er die Super-G-Disziplinenwertung der Saison 2014/15 für sich entschied.
Seinen ersten Weltcuppunkt holte Thompson am 16. Januar 2015 mit Platz 30 in der Kombination am Lauberhorn in Wengen. Während er sich im Winter 2015/16 zwei weitere Male in Kombinationen in den Punkterängen klassieren konnte, blieben zählbare Ergebnisse im Winter 2016/17 aus. Am 29. Dezember 2017 überraschte er mit dem achten Platz in der Kombination von Bormio, seinem bis dahin besten Weltcupergebnis. Damit sicherte er sich die Teilnahme an den Olympischen Winterspielen 2018 in Pyeongchang.
Am 2. Dezember 2021 fuhr Thompson im Super-G von Beaver Creek mit Startnummer 35 überraschend auf den dritten Platz und erzielte damit seine erste Weltcup-Podestplatzierung.

## Erfolge

### Olympische Spiele
- Pyeongchang 2018: 23. Super-G, 23. Kombination, 35. Abfahrt
- Peking 2022: 8. Kombination

### Weltmeisterschaften
- Cortina d’Ampezzo 2021: 11. Alpine Kombination, 29. Abfahrt

### Weltcup
- 3 Platzierungen unter den besten zehn, davon 1 Podestplatz

### Weltcupwertungen
| Saison  | Gesamt | Gesamt | Abfahrt | Abfahrt | Super-G | Super-G | Kombination | Kombination |
| Saison  | Platz  | Punkte | Platz   | Punkte  | Platz   | Punkte  | Platz       | Punkte      |
| ------- | ------ | ------ | ------- | ------- | ------- | ------- | ----------- | ----------- |
| 2014/15 | 151.   | 1      | –       | –       | –       | –       | 42.         | 1           |
| 2015/16 | 146.   | 7      | –       | –       | –       | –       | 42.         | 7           |
| 2017/18 | 76.    | 62     | 45.     | 16      | –       | –       | 10.         | 46          |
| 2020/21 | 141.   | 7      | –       | –       | 51.     | 7       | –           | –           |
| 2021/22 | 74.    | 91     | 55.     | 4       | 20.     | 87      | –           | –           |
| 2022/23 | 84.    | 65     | 36.     | 55      | 55.     | 10      | –           | –           |

### Nor-Am Cup
- Saison 2013/14: 3. Kombinationswertung
- Saison 2014/15: 1. Super-G Wertung, 10. Kombinationswertung
- Saison 2016/17: 2. Abfahrtswertung, 6. Super-G Wertung
- Saison 2017/18: 6. Super-G-Wertung, 10. Kombinationswertung
- Saison 2021/22: 6. Abfahrtswertung
- 12 Podestplätze, davon 3 Siege:

| Datum           | Ort             | Land   | Disziplin |
| --------------- | --------------- | ------ | --------- |
| 9. Februar 2015 | Nakiska         | Kanada | Abfahrt   |
| 6. Februar 2016 | Copper Mountain | USA    | Abfahrt   |
| 2. März 2018    | Copper Mountain | USA    | Super-G   |

### Juniorenweltmeisterschaften
- Québec 2013: 18. Slalom, 50. Super-G
- Jasna 2014: 27. Abfahrt, 52. Super-G
- Hafjell 2015: 11. Kombination, 13. Abfahrt, 17. Super-G

### Weitere Erfolge
- 6 Siege bei FIS-Rennen